# Aublysodon mirandus
Aublysodon mirandus (derivación incierta; podría ser "diente apuntando hacia atrás") es la única una especie conocida del género dudoso  extinto Aublysodon de dinosaurio terópodo tiranosáurido, que vivió a finales del período Cretácico hace unos 83 a 65,5 millones de años entre el Campaniense y el Maastrichtiense, en lo que es hoy Norteamérica. Este es el nombre dado a un gran número de dientes de dinosaurio carnívoro de cierta forma hallados en numerosas formaciones geológicas del período Cretácico. 
El género fue nombrado por Joseph Leidy en 1868, aunque ahora se le considera dudoso, debido a que el espécimen tipo consiste solo en un diente premaxilar aislado, hallado en el Grupo Judith River de Montana. Aunque este espécimen se ha perdido, dientes similares se han hallado en muchos estados de Estados Unidos, el oeste de Canadá y Asia. Estos dientes pertenecen casi con certeza a tiranosáuridos tiranosaurinos juveniles, pero no han sido identificados a nivel de especie. Sin embargo, es probable que el diente holotipo (y por lo tanto el propio nombre Aublysodon mirandus) pertenezca a alguna de las especies del género Daspletosaurus, el cual estaba presente en formaciones geológicas contemporáneas, y el cual encaja con detalles específicos del diente original. Las sinapomorfias que supuestamente distinguen a los Aublysodontinae, especialmente la carencia de aserramiento en los dientes premaxilares pudieron haber sido causados por el desgaste en vida, una abrasión post mortem o digestión. Muchos otros dientes de tipo "aublisodontino" pueden corresponder a fases ontogénicas o a dimorfismo sexual de otros tiranosáuridos.
Aparte de la especie tipo Aublysodon mirandus a través de los años se han nombrado varias otras especies. Estas se consideran ahora como dudosas o idénticas a otras especies ya conocidas o no tienen una conexión estrecha con A. mirandus.

## Descubrimiento e investigación
Entre mediados a finales del siglo XIX muchos taxones de dinosaurios fueron nombrados basándose en dientes aislados; entre estos Trachodon, Palaeoscincus y Troodon. Incluso antes de que las tierras baldías de Norteamérica empezaran a revelar los huesos de Tyrannosaurus, los dientes que afloraban en muchas localidades del oeste de Estados Unidos revelaron la presencia de grandes dinosaurios depredadores.
En 1856 Joseph Leidy había nombrado catorce dientes recolectados por Ferdinand Vandeveer Hayden en 1854 y 1855 de las Tierras Malas del río Judith de Montana como la especie Deinodon horridus. En 1866 Edward Drinker Cope escogió tres dientes sin sierra del sintipo original de la serie de dientes como el lectotipo de Deinodon horridus.
Leidy nombró a estos mismos tres dientes Aublysodon mirandus en 1868. El significado del nombre del género es incierto debido a que el propio Leidy no proporcionó la etimología o una explicación del significado pretendido. El nombre del género se derivó del griego αὖ, au, "de nuevo", "hacia atrás", "al contrario", βλύζω, blyzo, "arrojar", "fluir" y ὀδών, odon, "diente". El nombre de la especie significa "maravilloso" o "extraño" en latín.

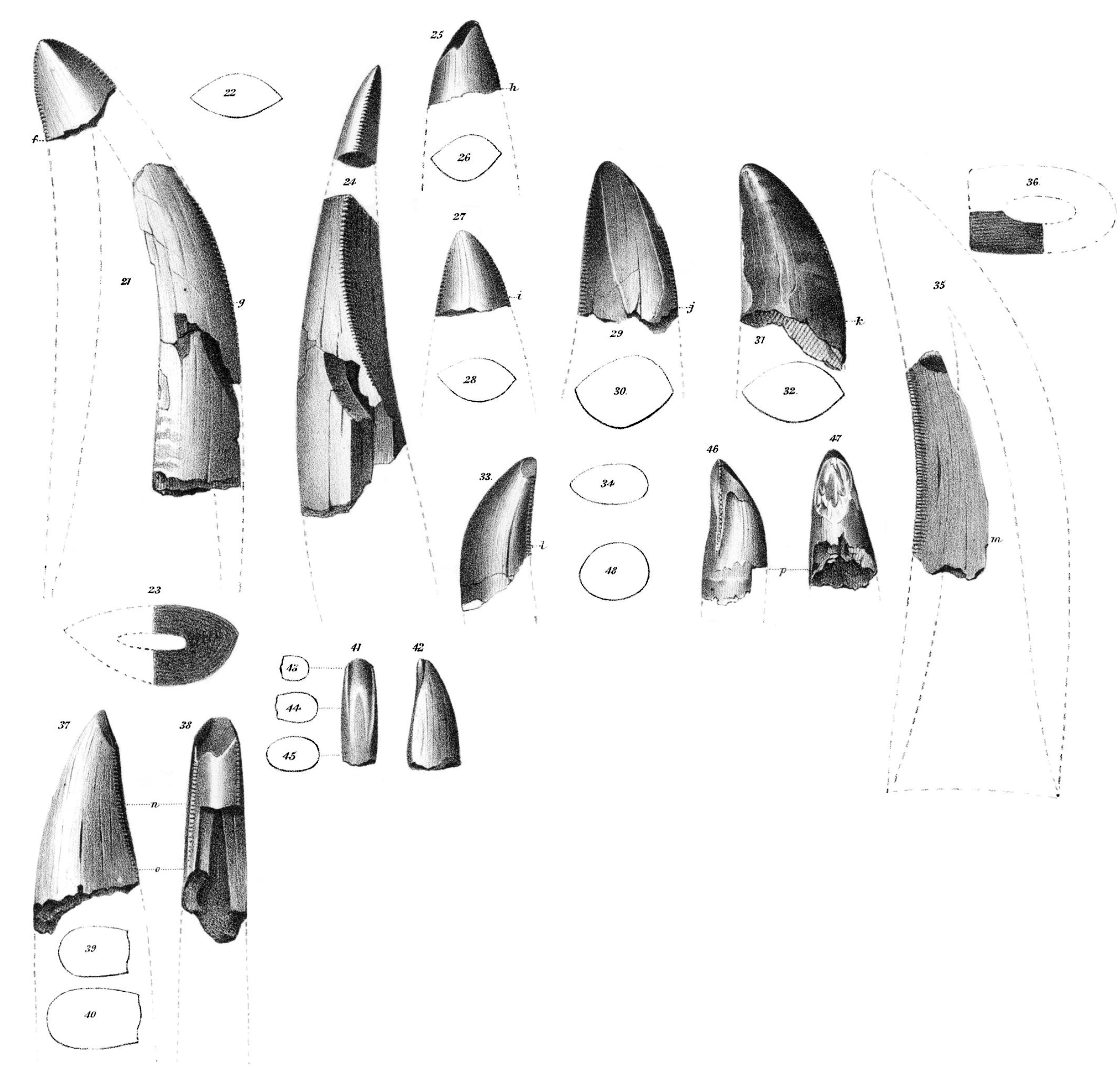
Litografía de los sintipos originales de Deinodon: el diente pequeño mostrado en las figuras 41-45 es ANSP 9535, el último lectotipo de Aublysodon mirandus. Las figuras 37-40 muestran a ANSP 9533, y las figuras 33 y 34 son el espécimen ANSP 9534, los últimos lectotipos de Deinodon horridus

Debido a que el nombre Aublysodon mirandus estaba basado en el mismo tipo, fue en inicio el sinónimo más moderno objetivo de Deinodon horridus, cuyo nombre tenía la prioridad. Cope en 1868 erróneamente creyó que el nombre Deinodon ya había sido usado por la serpiente Dinodon y renombró a Deinodon horridus como Aublysodon horridus. Si Deinodon realmente había sido usado, esto podría haber hecho a Aublysodon un género válido. En 1899 Oliver Perry Hay señaló el error de Cope; Aublysodon horridus es el sinónimo más moderno de Deinodon horridus, de la misma manera que Aublysodon mirandus lo había sido. Sin embargo, en 1892 Aublysodon se volvió un género independiente cuando Othniel Charles Marsh limitó aún más el tipo al escoger un único diente pequeño sin borde aserrado con una sección transversal en forma de D, el espécimen ANSP 9535, como el lectotipo de Aublysodon mirandus. Los otros dos tipos, ANSP 9533 y ANSP 9534, permanecieron como lectotipos de Deinodon horridus. Los dos nombres fueron entonces separados.
El taxón Aublysodon fue un misterio por un largo tiempo debido a que no se hallaron elementos adicionales del esqueleto que pudieran ser asignados con certeza al diente. A principios del siglo XX algunos científicos asumieron que representaba un miembro de la familia Ornithomimidae cuando aún no se sabía que este grupo era desdentado. Lawrence Morris Lambe en 1902 refirió el diente a Struthiomimus; Hay en 1930 renombró a A. mirandus como Ornithomimus mirandus, olvidando que en esos casos Aublysodon podría tener prioridad. 
Hoy en día se sabe que dientes similares son hallados en especímenes juveniles de Daspletosaurus, y es probable que los dientes referidos a Aublysodon provengan de este género. En octubre de 2000, el espécimen tipo de Aublysodon se perdió cuando fue enviado por correo certificado de la Academia de Ciencias Naturales de Filadelfia al Museo Field de Historia Natural. Debido a la presencia de dientes parecidos a Aublysodon en otros tiranosaurinos juveniles además de Daspletosaurus, como los de Tyrannosaurus, cuyos restos también se han encontrado en Montana, Thomas Carr consideró que el nombre no representa ningún taxón biológico real, sino que constituye un nomen dubium.

### Especies referidas
Aparte de Aublysodon mirandus y A. horridus varias otras especies han sido nombradas dentro del género. En 1876 Cope creó un Aublysodon lateralis, basado en el espécimen AMNH 3956, un diente de un tiranosaurino juvenil o de un Dromaeosaurus. En 1892 Marsh nombró dos especies más: Aublysodon amplus y Aublysodon cristatus, basadas en los dientes YPM 296 y YPM 297 respectivamente. estos pueden representar dientes de individuos juveniles de T. rex ya que fueron encontrados en la Formación Lance del Maastrichtiense. En 1903 John Bell Hatcher renombró al Laelaps explanatus de Cope (1876) como Aublysodon explanatus. Este probablemente representa un diente de Saurornitholestes. En 1932 Friedrich von Huene reclasificó a Ornithomimus grandis Marsh 1890, que es probablemente un tiranosauroide de principios del Campaniano, como Aublysodon grandis. En 1967 Alan Jack Charig nombró tres especies: Aublysodon lancinator, Aublysodon novojilovi y Aublysodon lancensis; todos estos fueron originalmente espescies de Gorgosaurus. Los dos primeros son vistos actualmente como especímenes subadultos de Tarbosaurus; el último representa un individuo joven de Tyrannosaurus o del género separado Nanotyrannus.
El primer material de esqueleto referido a una especie de Aublysodon fue un cráneo parcial desenterrado en Jordan, Montana en 1966 y descrito por Ralph Molnar en 1977/1978. El cráneo, espécimen LACM 28741 mide cuarenta y cinco centímetros de longitud, como un brazo humano promedio, con dientes puntiagudos encajados en un largo hocico estrecho. Primero se creyó que era un Tyrannosaurus juvenil, luego se interpretó como un dromeosáurido gigante, y se le dio a este "terópodo de Jordan" el nombre de Aublysodon molnaris por Gregory S. Paul en 1988; en 1990 Paul corrigió el nombre a Aublysodon molnari, aplicando el genitivo correcto. Luego fue reclasificado en un género separado, Stygivenator por George Olshevsky en 1995, pero más tarde, en 2004, fue reclasificado de nuevo como un ejemplar joven de Tyrannosaurus rex por Thomas Carr y Tom Williamson. Otro esqueleto parcial de Nuevo México, el espécimen OMNH 10131, fue considerado en 1990 como Aublysodon, pero investigación posterior realizada por Thomas Carr y Tom Williamson primero lo refirió a Daspletosaurus. y más tarde a Bistahieversor. En 1988 Paul también creó otra especie cuando renombró a Shanshanosaurus huoyanshanensis (Dong, 1977) en Aublysodon huoyanshanensis. Este probablemente constituye un espécimen de Tarbosaurus.

## Clasificación
Aublysodon fue asignado por Cope a Goniopoda en 1870, un grupo más o menos equivalente al actual Theropoda. Sin embargo Marsh en 1892 se confundió por el tamaño reducido de los dientes, su forma de D y la carencia del borde aserrado y consideró que Aublysodon era un mamífero excepcionalmente grande para el Cretácico. A principios del siglo XX de nuevo se consideró generalmente a Aublysodon como un reptil terópodo; más tarde se lo asignó típicamente a Deinodontidae, un grupo hoy en día denominado Tyrannosauridae. 
Aublysodon fue considerado por Paul en 1988 como perteneciente a una subfamilia única de tiranosáuridos llamados Aublysodontinae, un nombre ya acuñado, junto con un Aublysodontidae, por Franz Nopcsa en 1928. Este fue un concepto que más tarde tuvo alguna popularidad: Thomas Holtz propuso una definición de un clado raíz de Aublysodontinae en 2001: "Aublysodon y todos los taxones que comparten un ancestro común más reciente con este que con Tyrannosaurus".
Aublysodon fue también usado durante un tiempo para definiciones de taxones de mayor jerarquía. Holtz propuso una definición para el clado nodo de Tyrannosauridae en 2001 como "todos los descendientes del más reciente ancestro común de Tyrannosaurus y Aublysodon", usando Aublysodon como un taxón de anclaje. Paul Sereno también usó a Aublysodon como un taxón ancla para Tyrannosauridae, aunque su definición era problemática por otras razones. Estos conceptos han sido ahora redefinidos sin el nombre dudoso.
Debido a que Aublysodon es actualmente considerado un nomen dubium basado en material probablemente perteneciente a Daspletosaurus, probablemente se trataba de un tiranosáurido y los términos Aublysodontinae y Aublysodontidae se han vuelto irrelevantes.